# Honorio Romero
Honorio Romero (Santa Rosa, 29 de mayo de 1925 - Santa Rosa, 25 de marzo de 2001) fue un deportista, historiador, dramaturgo, profesor de educación física y maestro argentino. 
Como deportista se especializó en tenis de mesa adaptado y atletismo. Ganó dos medallas de plata en tenis de mesa en los Juegos Paralímpicos de Tokio 1964 y una medalla de oro en jabalina de precisión en Toronto 1976. Es el deportista argentino que en más Juegos Paralímpicos ha participado, representando a la Argentina en seis Juegos a lo largo de 32 años. Ganador de dos medallas de oro en los Juegos Panamericanos en Silla de Ruedas de 1995. En 1996, con 71 años, compitió en el Campeonato Mundial de Tenis de Mesa para deportistas convencionales realizado en Noruega, ubicándose en la 15.ª posición entre 203 competidores.
Como historiador, Romero escribió el libro Historia y vida de nuestras Malvinas (1980). Como dramaturgo, fue director del Grupo Vocacional Yapay. Como dirigente deportivo fundó la Asociación Santarroseña de Tenis de Mesa.
Por sus logros deportivos fue reconocido en Argentina como Maestro del Deporte.

## Síntesis biográfica
Honorio Romero fue un maestro normal y profesor de educación física argentino nacido en la ciudad de Santa Rosa, capital de la provincia de La Pampa. En 1949, a los 24 años, resultó herido en un accidente automovilístico que lo dejó paralítico. Se dedicó en su ciudad a impulsar el deporte y el teatro. Fue uno de los pioneros en el desarrollo del deporte para personas con discapacidades y en la organización de entidades deportivas paralímpicas. 
Representó a la Argentina en los Juegos Paralímpicos de Tokio 1964, Tel Aviv 1968, Toronto 1976, Arnhem 1980, Seúl 1988 y Atlanta 1996, constituyéndose en el deportista argentino con mayor participación en los mismos. Ganó dos medallas de plata en tenis de mesa adaptado en los Juegos Paralímpicos de Tokio 1964 y una medalla de bronce en lanzamiento de jabalina de precisión en Toronto 1976.
A los 70 años participó en los X Juegos Panamericanos Sobre Silla de Ruedas de 1995, ganando dos medallas de oro en tenis de mesa. En 1996 compitió en el Campeonato Mundial de Tenis de Mesa para deportistas convencionales realizado en Noruega, finalizando en la 15.ª posición, entre 203 competidores. 
En 1980 escribió el libro Historia y vida de nuestras Malvinas. Murió el 25 de marzo de 2001 en Santa Rosa. La pileta municipal, una escuela de esa ciudad y el principal torneo de atletismo de la provincia, llevan su nombre.

## Juegos Paralímpicos
Honorio Romero representó a la Argentina en seis Juegos Paralímpicos, a lo largo de 32 años: Tokio 1964, Tel Aviv 1968, Toronto 1976, Arnhem 1980, Seúl 1988 y 
Atlanta 1996. Es el deportista argentino con mayor cantidad de participaciones en los mismos. 
En los mismos participó en pruebas de tenis de mesa adaptado y atletismo, ganando dos medallas de plata en tenis de mesa adaptado en Tokio 1964 (single y dobles) y una medalla de bronce en lanzamiento de jabalina de precisión en Toronto 1976.

### Tokio 1964
| Tenis de mesa: Singles B | Tenis de mesa: Singles B | Tenis de mesa: Singles B | Tenis de mesa: Singles B | Tenis de mesa: Singles B |
|                          | Deportista               | País                     |                          |                          |
| ------------------------ | ------------------------ | ------------------------ | ------------------------ | ------------------------ |
| 1                        | P. Lyall                 | Gran Bretaña             |                          |                          |
| 2                        | Honorio Romero           | Argentina                |                          |                          |
| 3                        | Engelbert Rangeer        | Austria                  |                          |                          |
| Fuente: IPC.             |                          |                          |                          |                          |

| Tenis de mesa: Dobles masculino B | Tenis de mesa: Dobles masculino B    | Tenis de mesa: Dobles masculino B | Tenis de mesa: Dobles masculino B | Tenis de mesa: Dobles masculino B |
|                                   | Deportista                           | País                              |                                   |                                   |
| --------------------------------- | ------------------------------------ | --------------------------------- | --------------------------------- | --------------------------------- |
| 1                                 | Giovanni Ferraris - Federico Zarilli | Italia                            |                                   |                                   |
| 2                                 | Elvio Aresca - Honorio Romero        | Argentina                         |                                   |                                   |
| 3                                 | P Lyall - M. Steward                 | Gran Bretaña                      |                                   |                                   |
| Fuente: IPC.                      |                                      |                                   |                                   |                                   |

### Toronto 1976
| Atletismo Varones Precisión en lanzamiento de jabalina 1C-5 Participantes: 58 | Atletismo Varones Precisión en lanzamiento de jabalina 1C-5 Participantes: 58 | Atletismo Varones Precisión en lanzamiento de jabalina 1C-5 Participantes: 58 | Atletismo Varones Precisión en lanzamiento de jabalina 1C-5 Participantes: 58 | Atletismo Varones Precisión en lanzamiento de jabalina 1C-5 Participantes: 58 |
|                                                                               | Atleta                                                                        | País                                                                          | Puntos                                                                        |                                                                               |
| ----------------------------------------------------------------------------- | ----------------------------------------------------------------------------- | ----------------------------------------------------------------------------- | ----------------------------------------------------------------------------- | ----------------------------------------------------------------------------- |
| 1                                                                             | Walter Telsnig                                                                | Austria                                                                       | 74                                                                            |                                                                               |
| 1                                                                             | Roy Nungester                                                                 | Estados Unidos                                                                | 74                                                                            |                                                                               |
| 3                                                                             | Honorio Romero                                                                | Argentina                                                                     | 74                                                                            |                                                                               |
| Fuente: IPC.                                                                  |                                                                               |                                                                               |                                                                               |                                                                               |

## Obra
- Historia y vida de nuestras Malvinas (1980).